# 로어리버구

로어리버구

로어리버구(Lower River Division)는 감비아의 구로 행정 중심지는 만사콩카이며 면적은 1,618km2, 인구는 75,139명(2010년 기준)이다. 6개의 하위 행정 구역(동자라, 서자라, 중앙자라, 동키앙, 서키앙, 중앙키앙)을 관할한다.
남서쪽으로는 웨스트코스트구, 북쪽으로는 노스뱅크구, 북동쪽으로는 센트럴리버구와 접하며 남쪽으로는 세네갈과 국경을 접한다.